# Fränzli Waser
 (novembre 2012).
Si vous disposez d'ouvrages ou d'articles de référence ou si vous connaissez des sites web de qualité traitant du thème abordé ici, merci de compléter l'article en donnant les références utiles à sa vérifiabilité et en les liant à la section « Notes et références ».
Pour les articles homonymes, voir Waser.

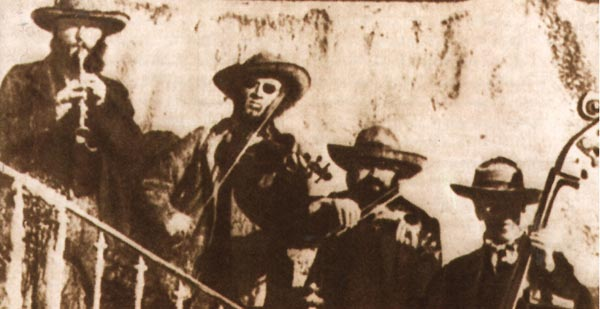
Fränzli Waser.

Franz Josef Waser (né en 1858 à Tschlin et décédé le 24 décembre 1895) était un violoniste yéniche suisse.

## Biographie
Violoniste et clarinettiste aveugle, il fut l'un des premiers dans les Grisons à faire entrer le Schwyzerörgeli (petit accordéon schwytzois) dans la musique populaire de son pays. Fränzli Waser a inventé un propre style de ländler en Suisse, qui est connu sous le nom de Fränzli-Musik et qui fait depuis partie intégrante de la musique traditionnelle des Grisons.